# Goera paracrita
Goera paracrita är en nattsländeart som beskrevs av Schmid 1991. Goera paracrita ingår i släktet Goera och familjen grusrörsnattsländor. Inga underarter finns listade i Catalogue of Life.